# Pilar Calveiro
 (février 2017).
Pilar Calveiro est une chercheuse argentine, née à Buenos Aires le 7 septembre 1953. 
Elle vit depuis 1979 au Mexique où elle s’est installée après un bref exil en Espagne. Militante de l’organisation Montoneros pendant les années 1970, elle fut arrêtée par la dictature militaire argentine en 1977, illégalement détenue (officiellement « disparue ») pendant un an et demi dans plusieurs centres clandestins de détention comme Mansión Seré et Escuela de Mecánica de la Armada. Docteur en sciences politiques diplômée de l’Université nationale autonome du Mexique, elle occupe actuellement un poste de professeur et chercheuse à la Benemérita Universidad Autónoma de Puebla. Son travail de recherche porte sur l’analyse politique de l’expérience argentine.

## Publications
- Poder y desaparición, Colihue, 1998. Traduction française : Pouvoir et disparition, La Fabrique, 2006.
- Política y/o violencia, Ed. Norma, 2005.